# Ocotea uxpanapana
Ocotea uxpanapana és una espècie d'arbre que pertany a la família de les Lauraceae. És un arbre perennifoli del gènere Ocotea. És endèmic a Mèxic.